# Poór Patrik
Poór Patrik (Győr, 1993. november 15. –) magyar válogatott labdarúgó, az 
MTK Budapest játékosa.

## Pályafutása

### Klubcsapatokban
Profi pályafutása kezdetétől 2017-ig az MTK, majd két szezonon át a Puskás AFC játékosa volt. 2019 szeptemberében a Paks szerződtette, majd egy év elteltével a DVSC játékosa lett.

## Statisztika

### Mérkőzései a válogatottban
| Magyarország | Magyarország       | Magyarország             | Magyarország | Magyarország | Magyarország | Magyarország | Magyarország | Magyarország |
| #            | Dátum              | Helyszín                 | Hazai        | Eredmény     | Vendég       | Kiírás       | Gólok        | Esemény      |
| ------------ | ------------------ | ------------------------ | ------------ | ------------ | ------------ | ------------ | ------------ | ------------ |
| 1.           | 2014. november 18. | Budapest, Groupama Aréna | Magyarország | 1 – 2        | Oroszország  | barátságos   | -            | 57'          |
|              | Összesen           |                          |              | 1            | mérkőzés     |              | 0            | gól          |